# Sylvia de Oxalá
Sylvia Egydio, Iyá Sylvia de Oxalá (São Paulo, 15 de julho de 1935 - São Paulo, 8 de agosto de 2014), foi ialorixá do terreiro de Candomblé paulista Axé Ilê Obá de 1986 a 2014. 

## Biografia
Paulista nascida no bairro da liberdade, uma pessoa de fibra, concentrada, estudiosa e trabalhadora, com formação acadêmica multidisciplinar: enfermagem, administração, relações internacionais, empresária de sucesso, mas nascida, preparada e destinada a ser Ialorixá do Axé Ilê Obá e substituir Pai Caio de Xangô, na importante tarefa de preservar e ensinar o modo de vida, a valorização e desestigmatização da religião da orixalidade – o Candomblé.
De fevereiro de 1986 a agosto de 2014 Mãe Sylvia de Oxalá esteve no comando deste importante espaço religioso, consagrado e reconhecido como 1º espaço de Candomblé tombado pelo CONDEPHAAT (Conselho de Defesa do Patrimônio  Histórico, Arqueológico, Artístico e Turístico) como patrimônio Histórico e  cultural – Espaço de preservação das tradições ligadas à Orixalidade, como resultado do esforço desta importante líder religiosa.
Foram 32 anos de dedicação total ao Axé Ilê Obá sempre pronta a resgatar as tradições da raça negra e fortalecer os territórios negros de forma a romper com todo e qualquer tipo de preconceito e intolerância. Ressaltou a importância da sociabilidade do terreiro e a manutenção da identidade negra na cidade de São Paulo.
Mãe Sylvia de Oxalá foi uma importante liderança religiosa, cultural e política. Sempre muito atuante junto a comunidade e preocupada em difundir os trabalhos desenvolvidos através de participação em palestras, conferências e congressos com foco no trabalho de Durban (tratado concebido em Congresso, 2001, na África do Sul), no compromisso em prevenir, combater e erradicar o racismo, a discriminação racial, a xenofobia e a intolerância.
Idealizadora e fundadora do “Acervo da Memória e do Viver Afro Brasileiro Caio Egydio de Souza Aranha”, importante território conquistado para preservar e divulgar a cultura afro-brasileira, respeitando suas características ligadas à oralidade, o respeito a ancestralidade e a comunidade que deve se apropriar do conhecimento e compartilhá-lo para crescer e cada vez mais se reconhecer e fortalecer. Espaço este que requer luta constante para a sua autonomia e cumprimento de seu destino.
Os trabalhos de Mãe Sylvia de Oxalá em defesa das tradições e atuação em obras sociais junto à comunidade  renderam inúmeras homenagens e prêmios, no Brasil e exterior:
- Prêmio Luiza Mahin 2012 – Câmara Municipal de São Paulo;
- Homenageada na exposição Raízes: Mulheres d´África, 2012 pelo Governo do Estado de São Paulo e Secretaria de  Cultura por sua atuação no combate ao racismo junto à sociedade;
- Diploma de Gratidão de São Paulo, 1998;
- Medalha Anchieta, 1998;
- Prêmio Niños de la Calle, em Madrid;
- Prêmio Humanista, da Universidade de Ciências de Moscou, entre outros.

De 26 de Julho a 1º agosto de 2014 participou do importante evento I Seminário Internacional para Preservação do Patrimônio Compartilhado Brasil – Nigéria, que aconteceu em Salvador, Bahia.

## Leituras adicionais
- "HISTÓRIA E MEMÓRIA DO TERREIRO AXÉ ILÊ OBÁ", Renato Pereira Correa, 2014. Disponível na Biblioteca Digital da PUC-SP
- "O Perfil do Aché Ile Obá", Sylvia Egydio. 1980. São Paulo. Editora EP.
- BAPTISTA, José Renato de Carvalho. Não é meu, nem é seu, mas tudo faz parte do axé: algumas considerações preliminares sobre o tema da propriedade de terreiros de candomblé. Relig. soc.,  Rio de Janeiro ,  v. 28, n. 2, p. 138-155,   2008 .Disponível na Scielo.